# Le vergini cavalcano la morte
Le vergini cavalcano la morte è un film del 1973 diretto da Jorge Grau.
Il soggetto è ispirato da un personaggio storico, la contessa magiara Erzsébet Báthory, processata per stregoneria e condannata nel 1610 ad essere murata viva.

## Trama
Inizio Ottocento. Erzsébet Báthory e il marito Karl Ziemmer sono una ricca coppia di nobili. I due, seguendo i consigli della vecchia nutrice di Erzsébet, sgozzano fanciulle vergini per assicurare alla contessa il sangue necessario a mantenere la sua pelle indenne dall'invecchiamento. Ma Karl commette l'errore di innamorarsi di una delle vittime designate, la bella Marina, provocando l'ira della moglie che finirà con l'ucciderlo di proprio pugno. Il suo assassinio smaschera la vampira: la donna, senza alcuna remora, ammette le sue colpe nonostante la nutrice intervenga per farla tacere. I giudici, appurate le colpe, condannano la contessa ad essere murata viva e sentenziano che la vecchia nutrice sia privata della lingua per rimanere, poi, a servizio della contessa fino alla morte di una delle due.